# تامیر ایرویز
تامیر ایرویز (به انگلیسی: Tamir Airways) یک شرکت هواپیمایی است. دفتر مرکزی تامیر ایرویز در تل‌آویو، اسرائیل واقع شده‌است و قطب این شرکت هواپیمایی در فرودگاه سد دوم قرار دارد و به ۲ مقصد، پرواز مستقیم انجام می‌دهد.